# 安斎昌幸
安斎 昌幸（あんざい まさゆき、1964年6月8日 - ）は、日本のテレビプロデューサー、構成作家、脚本家、メディアプロデューサー、メディア芸術評論家。元NHKエンタープライズエグゼクティブプロデューサー。クンストラボ トウキョウ代表、アフターワード代表。 早稲田大学大学院国際情報通信研究科・理工学術院非常勤講師、早稲田大学メディアデザイン研究所客員研究員。

## 人物
NHKなどで科学・芸術・文学、アニメ・インターネットなどのサブカルチャー関係の放送番組を制作するほか、メディアアート関連の展覧会の企画・構成、インターネットコンテンツ開発に携わる。

## 経歴
長野県長野高等学校を経て、一橋大学社会学部卒業。日本放送協会に入局し科学番組部を経て、NHKエンタープライズに出向。2010年に退社し、合同会社クンストラボ トウキョウを設立。2006年から早稲田大学理工学術院非常勤講師、早稲田大学メディアデザイン研究所客員研究員、埼玉大学教養学部非常勤講師（2012年〜2015年）を務める。
また同人サークル「ムゲンノホシゾラ」を主宰し、自身が手掛けた番組関係者のインタビュー・対談や、声優のフォト＆インタビュー、アニメコンテンツの学術的考察などをまとめた同人誌をコミックマーケットなどで発行している。

## 手掛けた番組
- トライ&トライ(NHK)
- ETV特集 ヨーロッパメディアアートの挑戦(NHK)
- ハイビジョン特集 恐竜の謎を解く(NHK)
- デジスタラボ(NHK)
- デジタルスタジアム(NHK)
- 恐竜エンジン(NHK) - 2002年
- ニッポンの挑戦 インターネットの夜明け(ヤフー) - 2005年 ポータルサイトYahoo! JAPANで配信
- 懐かしTVマニアックス NHK篇（NTTレゾナント） - 2006年 ポータルサイトgooで配信
- ハイビジョン特集 養老孟司〜人生の疑問に答えます（NHK） - 2006年
- IT&デザインの国フィンランド〜北欧ライフ探訪（テレビ東京）- 制作統括
- ザ☆ネットスター!（NHK） - 2008年4月〜2010年2月、企画構成・ディレクター・制作統括
- アニメ川の光（NHK） - 2009年6月、制作統括[2]
- MAG・ネット（NHK） -   	2010年3月〜2013年3月、企画構成・ディレクター・ウェブ制作
- エレうた!（NHKラジオ第1） - 2011年4月〜2014年3月、企画構成
- Rの法則（NHK） - 構成（主にアニメ・声優関係の回を担当）
- 声優生電話（NOTTV） - 2012年4月〜2013年3月、企画構成
- アニ充（NOTTV） - 2012年4月〜2013年3月、企画構成
- ミュージック・イン・ブック（NHKラジオ第1） - 2012年12月31日・2013年1月1日、2014年4月〜2018年3月、企画構成
- 吉田尚記がアニメで企んでる（NOTTV・ニッポン放送） - 2013年4月〜2014年6月、企画構成・Twitter管理
- アニマゲー（MBS）-  2014年4月〜-2017年3月、企画構成
- ボカロ生活（仮）（NOTTV） - 2014年10月〜2015年3月
- 発表!全○○大投票シリーズ
  - 発表!あなたが選ぶアニメ ベスト100（NHK BSプレミアム） - 2017年5月3日、構成・公式Twitter
  - 発表!全ガンダム大投票（NHK BSプレミアム） - 2018年5月5日、構成[要出典]
  - 発表!全マクロス大投票（NHK BSプレミアム） - 2019年5月4日、構成
  - 発表!全プリキュア大投票（NHK BSプレミアム） - 2019年9月14日、構成
  - 発表!全るーみっくアニメ大投票 高橋留美子だっちゃ（NHK BSプレミアム） - 2019年11月16日、構成
- あけおめ!声優大集合
  - あけおめ！声優大集合（NHK BSプレミアム） - 2017年12月31日、構成
  - あけおめ！声優大集合2019（NHK BSプレミアム） - 2018年12月31日、構成
  - あけおめ！声優大集合2020（NHK BSプレミアム） - 2019年12月31日、構成
- いよいよスタート！BS4K・BS8K 開局スペシャル（NHK BS4K・NHK BS8K・NHK総合テレビジョン） - 2018年12月1日

など

## 著書
- 「intermedia ―メディアと芸術の相関を思考する」早稲田大学メディアデザイン研究室・映像コミュニケーション研究所、トランスアート（2003） ISBN 4887522673 - 共著
- 「デジスタラボブック」NHKエンタープライズ
- 「絵コンテの宇宙」美術出版社　ISBN 4568502659 - 編集協力
- 「文学の触覚」講談社 - 編集協力
- 「いま、クリエイターが考えていること。」Kunstlab Tokyo ISBN 4904958004 - 編著

ほか、文芸雑誌『群像』、『IN★POCKET』、『日本バーチャルリアリティ学会誌』に書評・寄稿など。

## その他
- 九州沖縄サミット公式CD-ROM - 2000年、共同制作
- 江戸の写し絵〜幻影のメディア・テクノロジー - 東京都写真美術館、2003年、プロデュース
- グローバルメディア2005/ おたく：人格＝空間＝都市 - 東京都写真美術館、2005年、プロデュース
- 文学の触覚 - 東京都写真美術館、2007年
  - 感じる文学 ―動く・触る・薫る― - 佐世保市博物館島瀬美術センター、2011年、コンテンツ監修
  - 文学Media Art展 紀貫之からライトノベルまで - 高知県立文学館、2013年、コンテンツ監修 - 第16回文化庁メディア芸術祭協賛事業　出展者としても参加
- 文芸誌「afterward」 - 2016年〜、主宰

など

## 受賞歴
- デジタル・スタジアム(NHK) - 2001年度グッドデザイン賞新領域デザイン部門新領域デザイン
- 世界最大の恐竜博2002 展示映像 - 2002年、第6回文化庁メディア芸術祭審査員特別推薦作品
- アニメ「川の光」 - 第18回子どもアース・ビジョン賞、アメリカ国際ビデオ・フィルム祭エンタテインメント部門最優秀賞、上海テレビ祭銀賞